# Canal Sí TV
Canal Sí TV fue uno de los canales más antiguos de la provincia de Almería. 

## Historia
Esta cadena de televisión empezó a emitir en analógico casi al mismo tiempo que Canal 28 TV y desde entonces ha tenido un gran peso en el sector audiovisual en la provincia de Almería. La cadena estaba integrada en la sociedad  Máquina de Sueños de la que forma parte también ABC Punto Radio Almería. Canal Sí ha formado parte de la ya extinta red de televisiones Punto TV. Tras su salto a la TDT, Canal Sí TV reforzó su parrilla con más programas de producción propia y con contenidos de LocalVisión. Su director fue David Baños. En diciembre de 2012, esta cadena cesó sus emisiones.
- Datos: Q5746752